# Різнотрав'я
Різнотра́в'я — група трав'янистих рослин, сформована численними видами трав, за винятком злаків, бобових і осок. Зустрічається в трав'яному покриві різних видів лук і степів, а також переважно на початкових етапах формування трав'янистих угруповань (наприклад, під час зселення вирубок) або в місцях порушення лучної рослинності (наприклад, через надмірне випасання). Може виникати на перенасичених органічними добривами, відходами тварин ділянках (щавельники) або при відмиранні злаків через перезволоження заплавних лук.
Розрізняють типи різнотрав'я за екологічними та біологічними особливостями та їх господарським значенням. Деякі представники різнотрав'я мають відносно високу кормову цінність і добре поїдаються сільськогосподарськими тваринами, інші малопридатні або зовсім непридатні для випасу худоби через сумнівну користь чи навіть отруйність для тварин.
Серед рослин цієї групи за характером пагоноутворення розрізняють:
- стрижнекореневі (козельці, цикорій, бедринець звичайний, кмин)
- коренепаросткові (полин австрійський, молочай прутяний, оман, берізка польова)
- кореневищні рослини (деревій, підбіл звичайний, вероніка довголиста, підмаренник справжній)
- кущові багаторічники з розгалуженими мичкуватим корінням (волошка лучна, жовтці)
- сланкі (жовтець повзучий, перстач гусячий)
- розеткові (подорожник середній, осот болотяний)
- цибулинні (лілія, тюльпан, цибуля)
- бульбоутворюючі (валер'яна бульбиста, шолудивник чубатий)

Різнотрав'я займають від 10 до 60 % у складі травостоїв різних типів лук. Особливо багаті різнотрав'ям гірські луки. У сільському господарстві різнотрав'я використовуються для випасання худоби лише на природно сформованих пасовищах, на культурних кормових угіддях різнотрав'я не вирощують.